# Ner
Ner är en cirka 134 kilometer lång högerbiflod till Warta och flyter i Łódź vojvodskap i centrala Polen. På vägen västerut passerar Ner bland annat byarna Puczniew och Chełmno nad Nerem, innan den mynnar i Warta i närheten av byn Majdany.